# Helmut Roloff

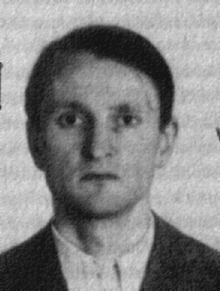
Helmut Roloff

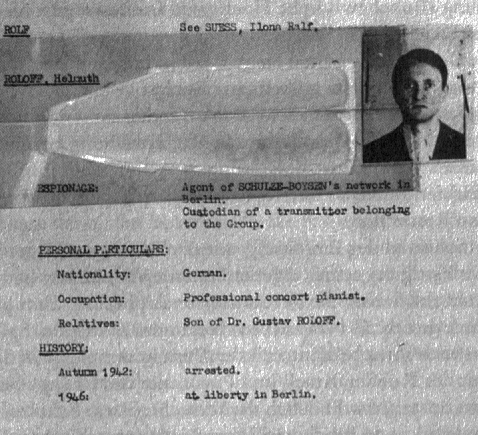
US-CIC-Akte über Helmut Roloff

Helmut Roloff (* 9. Oktober 1912 in Gießen; † 29. September 2001 in Berlin) war ein deutscher Pianist und Hochschullehrer. Er wirkte zwischen 1970 und 1978 als Leitender Direktor an der Hochschule für Musik (HfM) Berlin (seit 1975 Universität der Künste Berlin, Fakultät 3).

## Leben
Sein Vater war der Zeithistoriker Gustav Roloff. Helmut machte sein Abitur am Landgraf-Ludwigs-Gymnasium in Gießen. Danach studierte er Jura in Leipzig und Gießen und bekam 1935 eine Stelle als Gerichtsreferendar in Butzbach. Allerdings beschloss er dann, sein Hobby zum Beruf zu machen und nahm ein Studium an der Hochschule für Musik Berlin (HfM) bei Richard Rössler als Konzertpianist auf. Er nahm 1938 Privatunterricht bei dem Pianisten Wladimir Horbowski in Berlin.
Durch seine Freunde John Graudenz und Helmut Himpel kam es zur Zusammenarbeit mit der Widerstandsgruppe Rote Kapelle. Von Himpel erhielt Roloff einen Koffer mit Kurzwellensender, den er in der elterlichen Wohnung in Berlin hinter einem Piano versteckte. Am 17. September 1942 fand in der Wohnung eine Hausdurchsuchung statt und die Gestapo fand den Koffer. Obwohl Roloff eindeutig erklären konnte, er habe den Inhalt des Koffers für ein Musikinstrument gehalten, wurde er verhaftet. Zum Verhör brachten ihn die Gestapo-Leute in ihre Zentrale in der Prinz-Albrecht-Straße, wo er zwei Wochen mit auf dem Rücken gebundenen Händen im Keller verblieb. Bei seinen Vernehmungen blieb er dabei, nicht gewusst zu haben, was sich in dem Koffer befand und die Gestapo konnte ihm eine Mitwisserschaft, seine Beteiligung an Zettelklebeaktionen sowie seine aktive Zugehörigkeit zu der Roten Kapelle nicht nachweisen. Er wurde in das Militärgefängnis nach Spandau verlegt und am 26. Januar 1943 überraschend aus der Haft entlassen.
Im Jahr 1945, nach dem Ende des Krieges, erhielt Roloff eine Berufung an die wiedergegründete HfM, wo er 1950 zum Professor und 1953 zum ordentlichen Professor ernannt wurde.
Ab 1969 war er zunächst stellvertretender und seit 1970 leitender Direktor der HfM. Am 1. April 1978 wurde er emeritiert.
Für die Deutsche Grammophon spielte Roloff eine Reihe von Schallplatten ein. Er war zeitlebens als Konzertpianist und Klavierlehrer tätig.
Sein Sohn Stefan Roloff begann 1999 mit einer intensiven Auseinandersetzung mit der Widerstandsgeschichte des Vaters. Sein Sohn Johannes Roloff ist ebenfalls Pianist, sein Sohn Ulrich Roloff Flötist.